# Breakthrough Prize
Il Breakthrough Prize è un insieme di premi internazionali divisi in tre categorie.
- Breakthrough Prize in Life Sciences
- Breakthrough Prize in Fundamental Physics
- Breakthrough Prize in Mathematics

I premi sono stati fondati da Sergey Brin, Anne Wojcicki, Mark Zuckerberg e Priscilla Chan, Yuri Milner e Julia Milner, Jack Ma e Cathy Zhang.
I vincitori precedenti decideranno chi scegliere tra i candidati. I vincitori riceveranno come premio 3 milioni di dollari, e una cerimonia di premiazione televisiva ideata per celebrare i loro successi e ispirare la prossima generazione di scienziati.

## Trofeo
Il trofeo è stato creato dall'artista Olafur Eliasson. In maniera simile a molti dei suoi lavori, la scultura vuole rappresentare il legame tra arte e scienza: ha la conformazione di un toroide, ricordando la forma di buchi neri e galassie, ma anche quella di una conchiglia. Nella parte centrale la struttura sembra ricordare quella del DNA.